# Rafael Merry del Val
Rafael Merry del Val y Zulueta (Londra, 10 ottobre 1865 – Roma, 26 febbraio 1930) è stato un cardinale, arcivescovo cattolico e diplomatico spagnolo.
È stato cardinale segretario di Stato dal 1903 al 1914. È stato membro del Terz'Ordine dei Servi di Maria, nel quale fu accolto dal cardinale Alexis-Henri-Marie Lépicier. Il 26 febbraio 1953 è stato proclamato servo di Dio.

## Biografia

### La nascita e le origini
Rafael Merry del Val y Zulueta nacque a Londra il 10 ottobre 1865. Egli proveniva da una famiglia aristocratica spagnola; il padre Rafael Carlos Merry del Val era diplomatico del Regno di Spagna a Londra, dove era nata la madre, Sofía Josefa de Zulueta y Wilcox. Gli anni di scuola e di studio portarono Merry del Val, a seguito di suo padre diplomatico a Slough, Namur, Bruxelles, Durham e infine a Roma, all'Accademia dei nobili ecclesiastici. Ottenne la licenza in diritto canonico e il dottorato in teologia e in filosofia.

### La carriera ecclesiastica

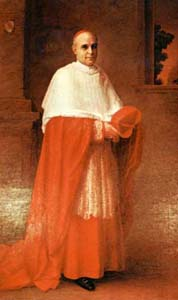
Il cardinale Rafael Merry del Val

Nel 1887 fu inviato con la delegazione pontificia che si recò nel Regno Unito per i festeggiamenti dei 50 anni dall'incoronazione della Regina Vittoria. Fu ordinato presbitero il 30 ottobre 1888. Nei due anni seguenti Merry del Val lavorò quale segretario personale dell'arcivescovo Luigi Galimberti, nunzio apostolico in Germania e poi nell'Impero austro-ungarico. Egli acquisì una buona esperienza diplomatica, facilitato peraltro dalla conoscenza di ben sei lingue.
Dal 1893 lavorò a Vienna e dal 1896 divenne segretario della Commissione Pontificia per l'esame della validità delle ordinazioni della Chiesa anglicana, della quale faceva parte pure Pietro Gasparri, che sarebbe divenuto suo successore alla Segreteria di Stato. Nel 1897 e 1898 fu inviato nunzio apostolico in Canada. Papa Leone XIII lo nominò pure Consigliere della Curia nelle questioni relative all'Index Librorum Prohibitorum, direttore della Pontificia accademia ecclesiastica e, il 19 aprile 1900, venne nominato arcivescovo titolare di Nicea. Ricevette l'ordinazione episcopale il 6 maggio dello stesso anno. Nel 1902 fu il rappresentante pontificio all'incoronazione di Edoardo VII d'Inghilterra.
Merry del Val funse da segretario nel difficile conclave del 1903, caratterizzato dal veto austriaco contro l'allora Segretario di Stato Mariano Rampolla del Tindaro. Il neoeletto papa Pio X – avendo apprezzato le qualità di Merry del Val nel conclave – lo nominò subito proprio segretario personale e, poi, segretario di Stato e prefetto del Palazzo Apostolico, ancora prima di crearlo cardinale con il titolo di Santa Prassede nel concistoro del 9 novembre 1903. Sostituì in tal modo proprio il cardinale Rampolla, sostanzialmente messo a riposo, assumendo la carica di segretario di Stato il 12 novembre 1903 e ricoprendola fino al 20 agosto 1914. Dal 1911 Merry del Val fu pure camerlengo.
Durante il suo incarico quale segretario di Stato, Merry del Val sarà messo a confronto in particolar modo con tre grandi questioni: la separazione fra Stato e Chiesa in Francia, la partecipazione dei cattolici alla vita politica in Italia con l'allentamento del non expedit e, infine, la lotta al modernismo sul piano teologico. Nella gestione della diplomazia vaticana Merry del Val avrà in sostanza mano libera, visto che Pio X aveva alle sue spalle una carriera esclusivamente pastorale.

### Rafael Merry del Val e Benedetto XV

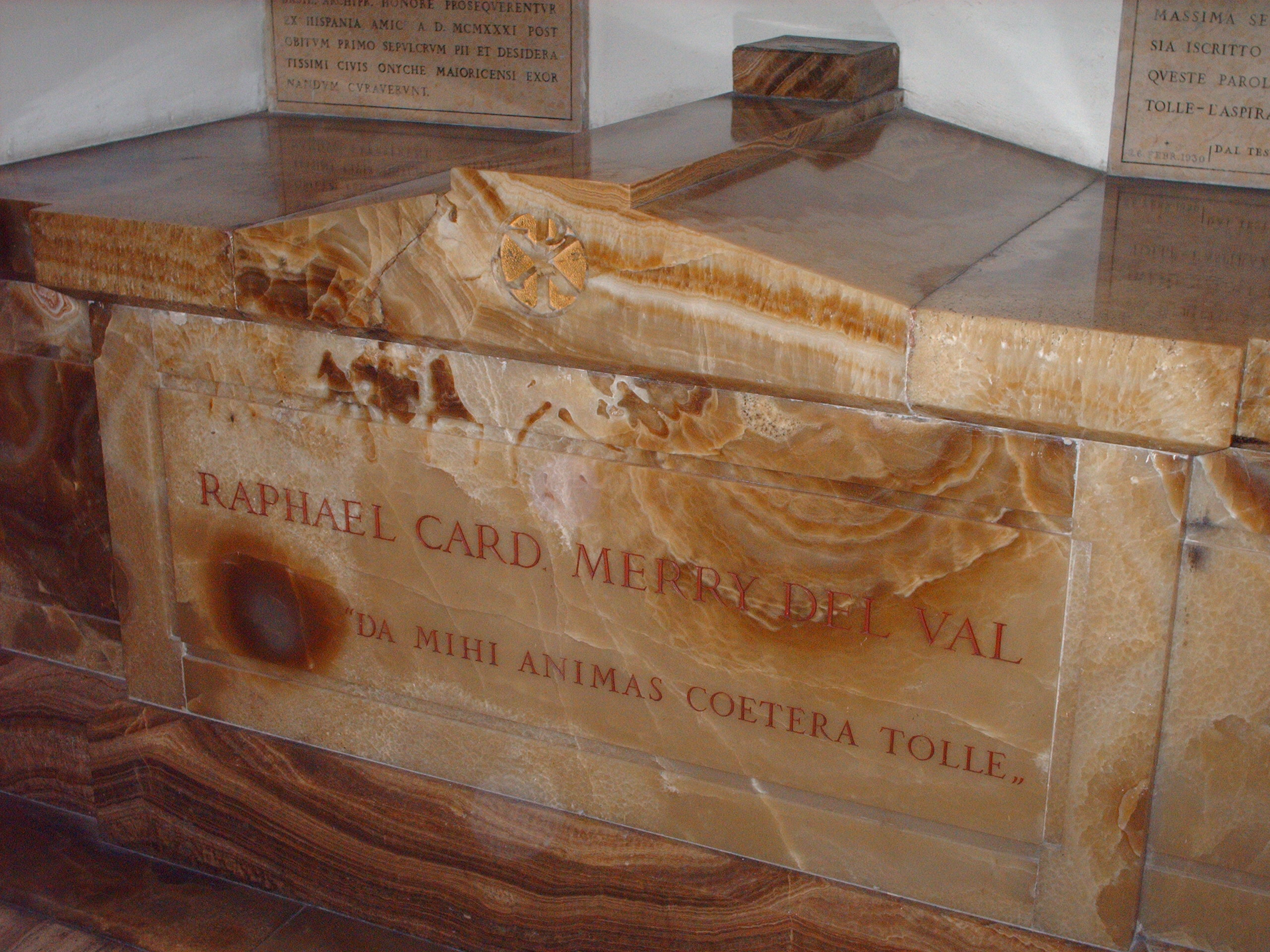
Tomba di Merry del Val nelle Grotte Vaticane

All'elezione di Benedetto XV – i rapporti con il quale erano di grande amicizia, stante che papa Della Chiesa era stato suo sostituto alla Segreteria di Stato per lungo tempo – Merry del Val espresse il desiderio di dedicarsi all'apostolato, aspirazione di tutta la sua vita. In parte ciò gli viene concesso, lasciando la Segreteria di Stato, ma Benedetto XV lo volle comunque particolarmente vicino, nominandolo segretario della Congregazione del Sant'Uffizio, il più importante dei dicasteri vaticani, il cui prefetto era lo stesso Romano Pontefice.
Mantenne, altresì, la carica di arciprete della basilica di San Pietro che Pio X gli aveva affidato e di prefetto della Fabbrica della Basilica di San Pietro. Negli anni seguenti seguì come Legato apostolico vari affari sia in Italia sia all'estero.

### La morte ed il processo di canonizzazione
Morì il 26 febbraio 1930 per un'appendicite e fu sepolto nelle Grotte Vaticane. Il processo di beatificazione di Rafael Merry del Val y Zulueta è stato aperto il 26 febbraio 1953, ed egli è stato proclamato servo di Dio.

## Genealogia episcopale e successione apostolica
La genealogia episcopale è:
- Cardinale Scipione Rebiba
- Cardinale Giulio Antonio Santori
- Cardinale Girolamo Bernerio, O.P.
- Arcivescovo Galeazzo Sanvitale
- Cardinale Ludovico Ludovisi
- Cardinale Luigi Caetani
- Cardinale Ulderico Carpegna
- Cardinale Paluzzo Paluzzi Altieri degli Albertoni
- Papa Benedetto XIII
- Papa Benedetto XIV
- Papa Clemente XIII
- Cardinale Bernardino Giraud
- Cardinale Alessandro Mattei
- Cardinale Pietro Francesco Galleffi
- Cardinale Giacomo Filippo Fransoni
- Cardinale Carlo Sacconi
- Cardinale Edward Henry Howard
- Cardinale Mariano Rampolla del Tindaro
- Cardinale Rafael Merry del Val

La successione apostolica è:
- Arcivescovo Juan Bautista Castro (1904)
- Arcivescovo Celestino Endrici (1904)
- Arcivescovo Andrea Giacinto Bonaventura Longhin, O.F.M.Cap. (1904)
- Vescovo Alfredo Peri-Morosini (1904)
- Arcivescovo Duarte Leopoldo e Silva (1904)
- Vescovo Josef Altenweisel (1904)
- Arcivescovo Ambrogio Agius, O.S.B. (1904)
- Cardinale Francesco Ragonesi (1904)
- Arcivescovo Adolfo Alejandro Nouel y Bobadilla (1904)
- Arcivescovo Sebastiano Francisco Pifferi, O.F.M. (1905)
- Arcivescovo José Marcondes Homem de Melo (1906)
- Arcivescovo Giuseppe Aversa (1906)
- Vescovo Georg Carić (1906)
- Vescovo Felice del Sordo (1906)
- Cardinale Achille Locatelli (1906)
- Arcivescovo Pietro di Maria (1906)
- Cardinale Augusto Silj (1907)
- Vescovo Ivan Borzatti de Löwenstern (1907)
- Vescovo Paolo Rosario Farrugia (1907)
- Vescovo Francesco Maria Berti, O.F.M.Conv. (1907)
- Arcivescovo Manuel María Pólit y Laso (1907)
- Cardinale Andreas Franz Frühwirth, O.P. (1907)
- Vescovo Giovanni Vincenzo Tasso, C.M. (1908)
- Cardinale Enrico Sibilia (1908)
- Cardinale Tommaso Pio Boggiani, O.P. (1908)
- Vescovo Giuseppe Foschiani (1908)
- Vescovo Agostino Zampini, O.E.S.A. (1911)
- Vescovo Uberto Maria Fiodo (1911)
- Arcivescovo Anton Bauer (1911)
- Vescovo Antun Gjivoje (1911)
- Arcivescovo Dionysius Antonius Schuler, O.F.M. (1911)
- Cardinale Raffaele Scapinelli di Leguigno (1912)
- Cardinale Giovanni Vincenzo Bonzano (1912)
- Arcivescovo Nicolas Dobrecić (1912)
- Vescovo Joseph Félix François Malleret, C.S.Sp. (1912)
- Vescovo Robert Fraser (1913)
- Vescovo Nematallah Carame, O.A.M. (1913)
- Vescovo Agostino Felice Addeo, O.S.A. (1913)
- Arcivescovo Alberto Vassallo di Torregrossa (1914)
- Arcivescovo Julián Raymundo Riveiro y Jacinto, O.P. (1914)
- Cardinale Bonaventura Cerretti (1914)
- Arcivescovo Mauro Caruana, O.S.B. (1915)
- Arcivescovo Plácido Ángel Rey de Lemos, O.F.M. (1917)
- Patriarca Ramón Pérez y Rodríguez (1920)
- Vescovo Johann Raffl (1921)
- Vescovo Hieronymus Maria Mileta, O.F.M.Conv. (1922)
- Vescovo Massimo Rinaldi, C.S. (1925)
- Cardinale Arthur Hinsley (1926)
- Vescovo Simone Lorenzo Salvi, O.S.B. (1927)
- Vescovo Ludovico Ferretti, O.P. (1927)